# Depressaria adustatella
Depressaria adustatella is een vlinder uit de familie grasmineermotten (Elachistidae). De wetenschappelijke naam is voor het eerst geldig gepubliceerd in 1927 door Turati.
De soort komt voor in Europa.